# Patricia Highsmith
Patricia Highsmith (Fort Worth, Texas, 19 de Janeiro de 1921 – Locarno, Suíça, 4 de Fevereiro de 1995) foi uma escritora, contista e roteirista norte-americana.
Ficou famosa pelos seus thrillers criminais psicológicos, incluindo a série de livros focada em seu personagem Tom Ripley. Patricia escreveu 22 romances e vários contos durante uma carreira de quase cinquenta anos, com pelo menos 12 adaptações para o cinema de seu trabalho. Sua escrita teve grande influência da literatura existencialista, onde a autora questiona a identidade de seus personagens, bem como sua moralidade.
Patricia começou sua carreira na década de 1940, escrevendo roteiros  de quadrinhos para a editora Nedor, sobretudo as do super-herói Black Terror. Seu primeiro livro, Strangers on a Train, teve várias adaptações para cinema, sendo a mais famosa dirigida por Alfred Hitchcock em 1951, e pela série Ripliad com a personagem Thomas Ripley. Escreveu também muitos contos, frequentemente macabros e/ou satíricos. Com o pseudônimo de "Claire Morgan", Patricia publicou o primeiro romance lésbico com um final feliz, The Price of Salt, em 1952, publicado 38 anos depois como Carol, que levou à adaptação para o cinema de 2015.

## Biografia
Mary Patricia Plangman nasceu na cidade de Fort Worth, no Texas, em 1921. Era a única filha de Jay Bernard Plangman (1889–1975), de ascendência alemã e Mary Plangman Coates (1895 – 1991). O casal veio a se divorciar dez dias antes do nascimento da filha. Em 1927, Patricia, sua mãe e seu padrasto, o artista Stanley Highsmith, com quem sua mãe se casou em 1924, se mudaram para Nova Iorque. Quando tinha 12 anos, Patricia foi enviada para Fort Worth de novo, onde morou com a avó por um ano. Segundo a própria Patricia, este ano foi "o ano da tristeza", época de sua vida em que ela se sentia abandonada pela mãe. Patricia aprendeu a ler com sua avó e quando possível fazia bom uso de sua biblioteca. Depois de voltar para Nova York, ela morou principalmente em Manhattan, mas também no Queens.
Segundo a própria Patricia, sua mãe uma vez lhe disse que ela tentou abortar a gravidez de Patricia por ingestão de terebintina, ainda que a biografia da autora indique que seu pai tenha persuadido a esposa a fazer o aborto e ela tenha se recusado. Essa relação de amor e ódio com sua mãe nunca se resolveria durante sua vida e seria usada em seu conto "The Terrapin", onde um garoto esfaqueia a mãe até a morte.
Muitos dos 22 livros de Patricia se passam no Greenwich Village, em Nova Iorque, onde ela vivia entre 1940 e 1942, na Grove Street, número 48, antes de se mudar para o número 345 da E. 57th Street. Em 1942, Patricia se formou no prestigiado Barnard College, onde estudou dramaturgia, composição inglesa e prosa. Depois de se formar, Patricia tentou, sem sucesso, um emprego em revistas como a Harper's Bazaar, Vogue, Time e The New Yorker.
Por recomendação de Truman Capote, Patricia foi aceita em Yaddo, uma comunidade de artistas localizada em uma propriedade de 400 acres em Saratoga Springs, Nova York, durante o verão de 1948, onde trabalhou em seu primeiro romance, Strangers on a Train.

## Morte
Patricia morreu em 4 de fevereiro de 1995, aos 74 anos, devido a uma anemia aplástica e um câncer de pulmão, no Hospital Carita, em Locarno, na Suíça, perto da vila onde morou em 1982. Ela foi cremada no cemitério de Bellinzona. Um memorial foi feito em Chiesa di Tegna, em Tegna, também na Suíça e suas cinzas foram sepultadas em um columbário.